# Cascà
Il cascà è un cibo di derivazione araba, peculiare della popolazione di Carloforte (isola di San Pietro) e di Calasetta (Isola di Sant'Antioco), nella regione del Sulcis, in Sardegna meridionale, derivato dal cuscus tunisino.
La popolazione di Carloforte e Calasetta, di origine ligure, dal 1540 al 1738 colonizzò un piccolo territorio in Tunisia, presso l'isola di Tabarka, nei pressi di Tunisi, assumendo nell'uso alcuni cibi tunisini come il cuscus, ma modificandoli: infatti il cascà non prevede l'abbinamento con la carne.
La ricetta di Carloforte, detta anche "tabarchina", prevede di mescolare alla semola diverse verdure (ceci, piselli, verza, carota, finocchio, melanzana, zucchina, ed è aromatizzata con erbe (finocchio selvatico) e spezie: (coriandolo, cannella, chiodi di garofano, anice stellato).
In passato il cascà era un piatto semplice e povero: gli elementi base della sua preparazione erano, oltre alla semola opportunamente lavorata, il cavolo cappuccio o il cavolfiore ed i ceci. Col tempo il piatto si è evoluto, ed alla ricetta base si sono aggiunte le varie verdure di stagione e la carne suina. Il piatto così trasformato è divenuto cibo della festa in epoca recente, preparato soprattutto in occasione della festa patronale di San Carlo. 
Ogni anno a Carloforte si tiene la sagra del Cuscus Tabarchino (Il Cascà di Carloforte).